# 3088 Jinxiuzhonghua
3088 Jinxiuzhonghua eller 1981 UX9 är en asteroid i huvudbältet som upptäcktes den 24 oktober 1981 av Purple Mountain-observatoriet i Nanjing, Kina. Den är uppkallad efter Splendid China i Shenzhen.
Asteroiden har en diameter på ungefär 16 kilometer och den tillhör asteroidgruppen Eos.